# Thursday With Abie
Thursday With Abie, titulado Un jueves con el abuelo en Hispanoamérica y Jueves con mi viejo abuelo en España, es el noveno episodio de la vigesimoprimera temporada de la serie animada Los Simpson, emitido originalmente el 3 de enero de 2010. El episodio fue escrito por Don Payne y dirigido por Michael Polcino. Mitch Albom fue la estrella invitada, interpretándose a sí mismo. Es el primer episodio de la serie en ser estrenado en los años 2010

## Sinopsis
El abuelo está sentado en un banco en forma de tiburón esperando a su familia, cuando un hombre de aspecto amable llamado Marshall Goldman se le acerca. Abe le empieza a hablar acerca de la vez en la que estaba en un buque durante la Segunda Guerra Mundial, que fue alcanzado por un torpedo lanzado el día anterior. Continuando la historia, le dijo que tuvieron que montar tiburones para sobrevivir. Goldman se interesa por esta historia y la publica en The Springfield Shopper (en una columna específicamente llamada "De la Boca de Abe"). Más tarde, el abuelo le habla a Goldman acerca de la vez que conoció a Mitch Albom mientras lustraba sus botas en el paradero del ferrocarril ....... . Abe le dice a Goldman que gracias a él se filmó "Lo que el Viento se Llevó". Goldman publica esta historia como un segundo artículo. Mientras, Homer ve que su padre es interesante y va a visitarlo por segunda vez en el año. Abe se resiente y no le hace caso. Para mostrarle a Abe que estaba bien sin él, busca a Monty para que le cuente una historia.